# سلالة تشيرا الحاكمة
التشرائيون أو الچرائيون (بالتاملية: சேரர் وبالملبارية: ചേര) هي سلالة حكمت أجزاءً من جنوب الهند؛ استمر حكمهم من القرن الثالث قبل الميلاد إلى القرن الثاني عشر الميلادي ليكونوا أكثر السلالات الحاكمة التاريخية في الهند من حيث طول فترة حكمهم.